# Jeroen Drost
Jeroen Drost (Kampen, 21 gennaio 1987) è un ex calciatore olandese, di ruolo difensore. È il fratello gemello del calciatore difensore Henrico Drost.